# Len Deighton
Len Deighton (ur. 18 lutego 1929 w Marylebone) – brytyjski historyk wojskowości, dziennikarz, pisarz, producent filmowy, autor popularnych powieści szpiegowskich, reportaży historycznych o II wojnie światowej i książek kucharskich. Na podstawie kilku jego powieści nakręcono filmy i serial telewizyjny. W 1984 został laureatem nagrody Martin Beck Award za powieść Berlin Game.